# 郭琳爽
郭琳爽（1896年3月8日—1974年10月27日），中国企业家，中国最大百货企业永安公司总经理。

## 生平
郭琳爽于1896年出生于广东省香山县（今中山市）竹秀园村的郭沛勳家族，为郭泉之长子，也是同辈中第一个男孩。郭氏家族系澳洲华侨富商，创办了香港和上海的永安百货。
1921年郭琳爽毕业于广州岭南大学农学院。郭琳爽在求学期间，曾担任中国排球队队长，率队参加了第二、三、四三届远东运动会（1915年上海、1917年东京、1919年马尼拉），前两次夺冠，第三次获得亚军。

### 進入永安
毕业后数年间，郭琳爽赴欧美各国考察商务，1929年出任上海永安公司副司理，1933年任总经理。郭琳爽在南京路永安百货大楼东侧买下天蟾舞台，建造高达22层的新永安大楼，1936年建成开业，不仅设有商场，还设有电影院、茶园和七重天酒家。新旧两楼间设有天桥相连。
1934年，郭琳爽一改永安公司经销環球百貨的经营路线，扩大国货的比重。
1937年8月淞沪会战爆发，8月23日永安公司遭飞机轰炸，15名公司员工死亡。郭琳爽欲向日方交涉索求赔，但英国领事馆已经因永安公司支持员工的反英活动而撤消了公司的英商注册资格，于是郭琳爽转求美国的保护，在1939年注册为美商企业，由美商慎昌洋行經理吉利兰兼任上海永安公司总裁，郭乐任副总裁，郭琳爽仍任总经理。1939年，郭乐赴美，郭琳爽全权主管上海永安公司。
1941年12月太平洋战争爆发，日军占领租界，对永安公司实行军管。1943年永安公司取消美商注册，1945年日本投降后又恢复美商注册。
1946年，永安公司与英国籍犹太地产商哈同的30年租约已满，郭琳爽以112.5万美金，向哈同洋行购回永安商场大楼及土地产权。

### 共和國後
1949年，中国大陆政权更迭之际，郭琳爽选择留在上海，与共产党政权合作。但永安公司原有的消费群体大多已离开上海，高档产品滞销，公司经营连年严重亏损。。
1951年底三反五反运动期间，郭琳爽被列入303户上海工商界保护名单，无须参加在商店进行的震耳欲聋的检举揭发现场控诉会：“决不让五毒俱全的双皮老虎蒙混过关！”；仅需要每天前往外滩沙逊大楼（今和平饭店）自我检查、接受“批评帮助”，“端正态度”并补缴税款后，成为“基本守法户”，顺利过关。
1956年1月14日，永安公司这家中国最大的私营百货商场实行公私合营。郭琳爽当选上海市工商联副主任委员、全国工商联执行委员、上海市人大代表、全国政协委员。
1966年，年已90的父亲郭泉在香港去世。郭琳爽从香港回到上海，恰逢文化大革命爆发，年已70的郭琳爽受到迫害，被抄家、断的批斗，并被赶出淮海路花园洋房，住进没有窗户的汽车间。8月23日，破四旧高潮期间，红卫兵砸掉永安公司的招牌，将其改为东方红十百货商店，后定名为“国营上海市第十百货商店”，四楼专设“吸血鬼郭琳爽罪行展览会”。
1974年10月27日，郭琳爽因心脏病发作在上海华山医院病逝，年78岁。四年后，1978年11月28日，獲中共上海市委統戰部平反。

## 生活
郭琳爽是一位粤剧爱好者，组织过“永安乐社”，并正式公开演出。

## 家族
郭琳爽共有12个子女。郭琳爽的夫人为杜汉华女士，育有三子（郭志雄、郭志韜、郭志楷）、三女（郭志嫻、郭志婉、郭志媛）。1985年到1989年，郭志楷在淮海中路1375号郭琳爽住宅原址，建起24层的启华大厦，名称取自于郭启棠、杜汉华。已有法国、埃及、意大利、捷克、乌克兰、土耳其、瑞典、芬兰、奥地利、新西兰、墨西哥和巴西12个国家的领事馆入驻启华大厦。另外，第十百货商店在1980年代改为华联商厦，2005年，又恢复永安公司原名。郭琳爽的杭州别墅凝香居则位于南山路35号长桥公园内。